# Kanton Villefagnan
Der Kanton Villefagnan war bis 2015 ein französischer Wahlkreis im Département Charente und in der damaligen Region Poitou-Charentes. Er umfasste 20 Gemeinden im Arrondissement Confolens; sein Hauptort (frz.: chef-lieu) war Villefagnan. Die landesweiten Änderungen in der Zusammensetzung der Kantone brachten im März 2015 seine Auflösung. Vertreterin im conseil général des Départements war zuletzt für die Jahre 2012–2015 Christiane Prévost.

## Gemeinden
| Gemeinde                 | Einwohner Jahr | Fläche km² | Bevölkerungsdichte | Postleitzahl | Code INSEE |
| ------------------------ | -------------- | ---------- | ------------------ | ------------ | ---------- |
| Bernac                   | 482 (2013)     | –          | – Einw./km²        | 16700        | 16039      |
| Brettes                  | 197 (2013)     | –          | – Einw./km²        | 16240        | 16059      |
| Courcôme                 | 415 (2013)     | –          | – Einw./km²        | 16240        | 16110      |
| Empuré                   | 106 (2013)     | –          | – Einw./km²        | 16240        | 16127      |
| La Chèvrerie             | 124 (2013)     | –          | – Einw./km²        | 16240        | 16098      |
| La Faye                  | 633 (2013)     | –          | – Einw./km²        | 16700        | 16136      |
| La Forêt-de-Tessé        | 201 (2013)     | –          | – Einw./km²        | 16240        | 16142      |
| La Magdeleine            | 134 (2013)     | –          | – Einw./km²        | 16240        | 16197      |
| Londigny                 | 246 (2013)     | –          | – Einw./km²        | 16700        | 16189      |
| Longré                   | 211 (2013)     | –          | – Einw./km²        | 16240        | 16190      |
| Montjean                 | 247 (2013)     | –          | – Einw./km²        | 16240        | 16229      |
| Paizay-Naudouin-Embourie | 384 (2013)     | –          | – Einw./km²        | 16240        | 16253      |
| Raix                     | 148 (2013)     | –          | – Einw./km²        | 16240        | 16273      |
| Saint-Martin-du-Clocher  | 129 (2013)     | –          | – Einw./km²        | 16700        | 16335      |
| Salles-de-Villefagnan    | 343 (2013)     | –          | – Einw./km²        | 16700        | 16361      |
| Souvigné                 | 225 (2013)     | –          | – Einw./km²        | 16240        | 16373      |
| Theil-Rabier             | 167 (2013)     | –          | – Einw./km²        | 16240        | 16381      |
| Tuzie                    | 177 (2013)     | –          | – Einw./km²        | 16700        | 16391      |
| Villefagnan              | 997 (2013)     | –          | – Einw./km²        | 16240        | 16409      |
| Villiers-le-Roux         | 137 (2013)     | –          | – Einw./km²        | 16240        | 16413      |